# Гарбер (Оклахома)
Гарбер (енгл. Garber) град је у америчкој савезној држави Оклахома.

## Демографија
По попису из 2010. године број становника је 822, што је 23 (-2,7%) становника мање него 2000. године.
| Група             | 2000.       | 2010.       |
| Белци             | 796 (94,2%) | 768 (93,4%) |
| Афроамериканци    | 2 (0,2%)    | 1 (0,1%)    |
| Азијати           | 1 (0,1%)    | 5 (0,6%)    |
| Хиспаноамериканци | 2 (0,2%)    | 13 (1,6%)   |
| Укупно            | 845         | 822         |